# Rio Ciupari
O Rio Ciupari é um rio da Romênia, afluente do Sadu, localizado no distrito de Sibiu.